# NGC 5371
NGC 5371 је спирална галаксија у сазвежђу Ловачки пси која се налази на NGC листи објеката дубоког неба.
Деклинација објекта је + 40° 27' 44" а ректасцензија 13h 55m 40,0s. Привидна величина (магнитуда) објекта NGC 5371 износи 10,5 а фотографска магнитуда 11,3. Налази се на удаљености од 35,250 милиона парсека од Сунца. NGC 5371 је још познат и под ознакама NGC 5390, UGC 8846, MCG 7-29-20, CGCG 219-29, IRAS 13535+4042, PGC 49514.